# Muerte de Azaria Chamberlain
Azaria Chantel Loren Chamberlain (11 de junio de 1980 – 17 de agosto de 1980) fue una bebé australiana de dos meses de edad que fue devorada por un dingo durante una acampada familiar en Uluru —entonces conocido como Ayers Rock— en el Territorio del Norte. Su cuerpo nunca fue encontrado. Sus padres, Lindy y Michael Chamberlain, afirmaron que la niña había sido extraída de su tienda de campaña por el animal en la noche.

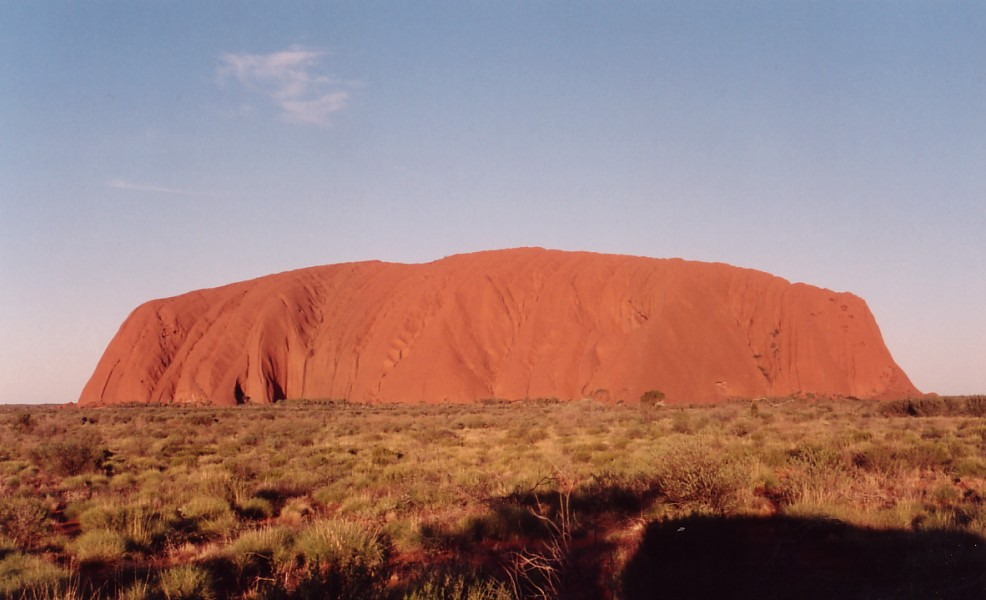
Vista panorámica del parque nacional Uluṟu-Kata Tjuṯa.

La investigación inicial llevada a cabo en Alice Springs, que respaldaba la versión de los padres y testigos, fue crítica con la pesquisa policial, que consideraba el ataque de un dingo descabellado (posteriormente, se descubriría que los dingos salvajes sí podían atacar niños e incluso a un adulto). Los hallazgos de la investigación fueron transmitidos en directo por la televisión, algo nunca antes visto en Australia.
Posteriormente, a raíz de la presión mediática y una segunda investigación hecha en Darwin, Lindy Chamberlain fue juzgada por asesinato y sentenciada a cadena perpetua el 29 de octubre de 1982, mientras estaba embarazada. El padre de Azaria, Michael Chamberlain, fue condenado como cómplice y su pena fue suspendida. La atención periodística durante la investigación fue inusualmente intensa y generó acusaciones de sensacionalismo, mientras que el juicio en sí fue criticado por ser poco profesional y sesgado. Los Chamberlain presentaron varios recursos de apelación que no dieron resultado, incluyendo uno en la Corte Suprema de Australia.
Después de agotar todas las opciones legales, durante la investigación del fallecimiento del turista británico David Brett en 1986, se descubrió fortuitamente una prenda de vestir de Azaria en un área con numerosas madrigueras de dingos. Esto llevó a la liberación de Lindy Chamberlain tras tres años de prisión. El 15 de septiembre de 1988, la Corte de Apelaciones Criminales del Territorio del Norte revocó todas las condenas contra Lindy y Michael Chamberlain.
Una tercera investigación fue llevada a cabo en 1995, la cual culminó en un hallazgo «abierto». En una cuarta pesquisa, realizada el 12 de junio de 2012, la forense Elizabeth Morris dio a conocer las pruebas de que Azaria Chamberlain había sido raptada y devorada por un dingo. Después de ser liberada, Lindy Chamberlain recibió 1 300 000 $ por falso encarcelamiento y se corrigió el certificado de muerte de la niña.
Numerosos libros se han escrito sobre el caso y en la cultura popular australiana existen referencias que utilizan en particular la frase «A dingo ate my baby» ('¡Un dingo se comió a mi bebé!'). La historia de Azaria Chamberlain dio lugar a un telefilme, una película, una miniserie, una obra de teatro, un álbum conceptual y una ópera.